# Ian Woosnam
Ian Harold Woosnam (Oswestry, 2 marzo 1958) è un golfista gallese insignito dell'Ordine dell'Impero Britannico.
Nel 2006 è stato capitano della squadra europea di Ryder Cup, nell'edizione tenutasi al K Club, Straffan, Contea di Kildare, nella Repubblica d'Irlanda, conseguendo la vittoria per la sua squadra.
In carriera, Woosnam ha ottenuto 44 vittorie professionali, di cui 2 al PGA Tour e 28 all'European Tour. Nel 1991, vinse un Master Tournament. Nel 1987 e nel 1990, riceve l'Ordine di Merito dell'European Tour.